# Chionodraco
Chionodraco is een geslacht van straalvinnige vissen uit de familie van krokodilijsvissen (Channichthyidae).

## Soorten
- Chionodraco hamatus (Lönnberg, 1905)
- Chionodraco myersi (DeWitt & Tyler, 1960)
- Chionodraco rastrospinosus (DeWitt & Hureau, 1979)